# Миронов, Евгений Васильевич (легкоатлет)
Евгений Васильевич Миронов — советский легкоатлет, который специализировался в толкании ядра. На олимпийских играх 1976 года выиграл серебряную медаль, показав результат 21,03. Чемпион СССР 1976 и 1981 годов.
В настоящее время[какое?] работает в комитете по физической культуре и спорту Санкт-Петербурга. В его родном городе лучшего спортсмена школьного возраста награждают премией имени Евгения Миронова.